# (100475) 1996 TZ36
(100475) 1996 TZ36 es un asteroide que forma parte de los asteroides troyanos de Júpiter, descubierto el 12 de octubre de 1996 por el equipo del Spacewatch desde el Observatorio Nacional de Kitt Peak, Arizona, Estados Unidos.

## Designación y nombre
Designado provisionalmente como 1996 TZ36.

## Características orbitales
1996 TZ36 está situado a una distancia media del Sol de 5,285 ua, pudiendo alejarse hasta 5,491 ua y acercarse hasta 5,080 ua. Su excentricidad es 0,038 y la inclinación orbital 2,278 grados. Emplea 4438 días en completar una órbita alrededor del Sol.

## Características físicas
La magnitud absoluta de 1996 TZ36 es 12,6. Tiene 15,526 km de diámetro y su albedo se estima en 0,067.